# Ludvigshuset
Ludvigshuset, tidigare kallat Eos-huset, är en byggnad i kvarteret Köpmannen vid Larmtorget på Kvarnholmen i Kalmar. Ludvigshuset sträcker sig tvärs över hela den sydöstra sidan av Larmtorget, mellan Larmgatan och Västra Vallgatan.
Ludvighuset ritades av Gustaf Wickman och byggdes 1903–1905. Det uppfördes av Fastighets AB Eos, där akronymen Eos står för "Emma och söner", ägt av Johan Jeanssons änka Emma Parrow (1832–1928) och sönerna Ernst, John och Hugo. Det av vävnadshandlaren Ludvig Johansson grundade "Ludvigs Varuhus" flyttade in som hyresgäst i fastigheten 1916 och övertog 1924 fastigheten. Ludvigs Varuhus låg i Ludvigshuset till 1972, då företaget gick i konkurs.
År 1926 avtäcktes Vasabrunnen mitt framför Ludvigshuset på den sydöstra sidan av Larmtorget, vid den femte Svenska Kulturmässan, som hölls 12-16 juni. Vasamonumentet, även kallad Vasabrunnen eller Fontänen David och Goliath i Kalmar, är skulpterad av Nils Sjögren. Vasabrunnen skildrar Gustav Vasas intåg i Kalmar.

## Lilla hovet
På platsen låg tidigare "Lilla Hovet", som brann ned 1901. Tomten hade tidigare bränts av också i branden på västra Kvarnholmen 1765. Grosshandlaren Theodor Foenander byggde där från 1800 ett stort tvåvåningshus med fasad mot Larmtorget. Fastigheten köptes 1875 av Johan Jeansson och inrättades till dennes privatbostad. I huset fanns också kontor för Smålands Enskilda Bank, försäljningslokal för Kalmar Ångkvarn samt fram till 1888 lektionssalar för Nisbethska skolan.